# All Summer Long (canción)
«All Summer Long» es una canción escrita por Brian Wilson y Mike Love para la banda de rock estadounidense The Beach Boys. Fue lanzado en su álbum All Summer Long de 1964, y como sencillo en el Reino Unido en febrero de 1965.

## Composición
Según AllMusic, "All Summer Long" contiene letras de fantasía seductoras para adolescentes; la narrativa cataloga una serie de acontecimientos felices que disfrutan un chico y su novia durante el verano y los remarca con la observación: "de vez en cuando escuchamos nuestra canción / nos hemos estado divirtiendo durante todo el verano". El alegre sentimiento de la letra se traslada a la melodía, cuyo torbellino proporciona un sólido telón de fondo musical para el tono soleado de la narración. Mientras que su pista instrumental está impulsada por líneas de piano boogie-woogie y algunas líneas de xilófono".

## Créditos
Detalles de las canciones por el archivista Craig Slowinski.
The Beach Boys
- Al Jardine – armonías y coros; bajo eléctrico
- Mike Love – voz principal y bajo vocal
- Brian Wilson – armonías y coros; xilófono o marimba; productor
- Carl Wilson – armonías y coros; guitarra rítmica
- Dennis Wilson – armonías y coros, batería

Adicional y músicos de sesión
- Chuck Britz – ingeniero
- Steve Douglas – saxofón tenor
- Jay Migliori – piccolo o pífano

## Versiones
En el disco cinco de Good Vibrations: Thirty Years of The Beach Boys, hay una versión de "All Summer Long", donde la pista de acompañamiento y las voces se separan en dos canales diferentes.